# Julio dos Santos
Julio Daniel dos Santos Rodríguez, meglio noto come Julio dos Santos (Asunción, 7 maggio 1983), è un calciatore paraguaiano, centrocampista dello Sp. Luqueño.

## Carriera

### Club
Dos Santos debutta nel Cerro Porteño, squadra da cui il Bayern Monaco lo preleva nel 2005, mantenendolo in squadra riserve; da lì il giocatore viene mandato in prestito prima al Wolfsburg, poi al Almería e infine al Grêmio.

### Nazionale
Con la Nazionale di calcio del Paraguay dos Santos ha partecipato al campionato del mondo 2006 e alla Copa América 2004 e Copa América 2007.

## Palmarès

### Individuale
- Capocannoniere della Coppa Libertadores: 1

2014 (5 gol, a pari merito con Nicolás Olivera)